# Бабен
Бабен (нем. Baben) — община в Германии, в земле Саксония-Анхальт. 
Входит в состав района Штендаль.  Население составляет 190 человек (на 31 декабря 2006 года). Занимает площадь 9,06 км².